# 利茲 (紐約州)
利茲（英語：Leeds）是位於美國紐約州格林縣的普查規定居民點。

## 人口
根據2020年美國人口普查的數據，利茲的面積為2.42平方千米，當中陸地面積為2.39平方千米，而水域面積為0.02平方千米。當地共有人口429人，而人口密度為每平方千米177.27人。